# Выборы глав субъектов Российской Федерации в 2014 году
В 2014 году в России прошли выборы глав субъектов в рамках Единого дня голосования 14 сентября 2014 года. Как и в 2013 году, по официальным данным победу одержали временно исполняющие обязанности главы регионов в первом туре. Все кандидаты выдвигались от какой-либо политической партии.
| Дата выборов          | Вид выборов                                     | Результаты выборов (избранное должностное лицо, повторное голосование, недействительность выборов) | Итоги голосования (в процентах) | Примечания                                                         |
| 14 сентября 2014 года | Выборы губернатора Ставропольского края         | | явка — 47,88 % Владимир Владимиров, временно исполняющий обязанности губернатора — 84,22 % Виктор Гончаров, депутат Госдумы от КПРФ — 6,10 % Ольга Дроздова, депутат Думы Ставропольского края от ЛДПР — 5,31 % Александр Кузьмин, депутат Думы Ставропольского края от партии «Справедливая Россия» — 2,29 % Константин Нартов, заместитель директора ООО «Герат» — 0,76 % | Первые прямые выборы главы региона после 14-летнего перерыва       |
| 14 сентября 2014 года | Выборы губернатора Ивановской области           | | явка — 36,6 % Павел Коньков, временно исполняющий обязанности губернатора — 80,32 % Николай Зимин, первый секретарь Ивановского обкома КПРФ — 7,83 % Сергей Сироткин, депутат Госдумы от ЛДПР — 6,41 % Александр Петелин, председатель совета регионального отделения партии «Справедливая Россия» — 2,89 % Сергей Вальцев, директор ООО «Олимп» — 1,50 % | Первые прямые выборы главы региона после 14-летнего перерыва       |
| 14 сентября 2014 года | Выборы главы Республики Коми                    | | явка — 58,95 % Вячеслав Гайзер, временно исполняющий обязанности главы — 78,97 % Андрей Андреев, депутат Госдумы от КПРФ — 6,85 % Михаил Брагин, депутат Госсовета Республики Коми от ЛДПР — 6,85 % Илья Величко, депутат Госсовета Республики Коми от партии «Справедливая Россия» — 3 % Евгений Вологин, проректор ГОУ ВО «Коми республиканская академия государственной службы и управления» (выдвинут партией «Правое дело») — 2,45 % | Первые прямые выборы главы региона после 13-летнего перерыва       |
| 14 сентября 2014 года | Выборы губернатора Кировской области            | | явка — 36,25 % Никита Белых, временно исполняющий обязанности губернатора — 69,98 % Сергей Мамаев, депутат Госдумы от КПРФ — 15,99 % Кирилл Черкасов, депутат Госдумы от ЛДПР — 9,92 % Александр Жданов, пенсионер — 2,54 % | Первые прямые выборы главы региона после 11-летнего перерыва       |
| 14 сентября 2014 года | Выборы губернатора Челябинской области          | | явка — 42,51 % Борис Дубровский, временно исполняющий обязанности губернатора — 86,37 % Константин Нациевский, руководитель фракции КПРФ в Заксобрании Челябинской области — 5,25 % Виталий Пашин, координатор Челябинского областного отделения ЛДПР — 4,1 % Владимир Брижанин, Председатель Челябинского регионального отделения политической партии «Города России» — 2,4 % | Первые прямые выборы главы региона 14-летнего перерыва             |
| 14 сентября 2014 года | Выборы главы Республики Алтай                   | | явка — 60,14 % Александр Бердников, временно исполняющий обязанности главы — 50,63 % Владимир Петров, председатель общественной ассоциации сельхозтоваропроизводителей Республики Алтай — 36,44 % Виктор Ромашкин, первый секретарь Алтайского рескома КПРФ — 7,72 % Владимир Семёнов, депутат Госдумы от ЛДПР — 3,01 % | Первые прямые выборы главы региона после почти 13-летнего перерыва |
| 14 сентября 2014 года | Выборы губернатора Курганской области           | | явка — 39,77 % Алексей Кокорин, временно исполняющий обязанности губернатора — 84,87 % Иван Евгенов, директор ООО «Машдом» — 8,07 % Юрий Александров, руководитель Курганского регионального отделения ЛДПР — 4,38 % Игорь Рюмин, предприниматель — 0,90 % | Первые прямые выборы главы региона после 10-летнего перерыва       |
| 14 сентября 2014 года | Выборы главы Удмуртской Республики              | | явка — 43,09 % Александр Соловьёв, временно исполняющий обязанности главы — 84,84 % Владимир Чепкасов, депутат Госсовета Удмуртской Республики от КПРФ — 7,65 % Андрей Маркин, депутат Госдумы от ЛДПР — 3,39 % Сергей Логинов, депутат Глазовской городской думы — 2,73 % | Первые прямые выборы главы региона после почти 10-летнего перерыва |
| 14 сентября 2014 года | Выборы губернатора Ненецкого автономного округа | | явка — 44,3 % Игорь Кошин, временно исполняющий обязанности губернатора — 76,70 % Андрей Смыченков, депутат Собрания депутатов Ненецкого автономного округа от ЛДПР — 7,67 % Николай Остродумов, спасатель КУ НАО «Поисково-Спасательная служба» — 6,33 % Тимофей Солуянов, предприниматель — 5,06 % | Первые прямые выборы главы региона после 9-летнего перерыва        |
| 14 сентября 2014 года | Выборы губернатора Орловской области            | | явка — 62,65 % Вадим Потомский, временно исполняющий обязанности губернатора — 89,17 % Виталий Утешев, руководитель фракции ЛДПР в Орловском областном Совете народных депутатов — 3,74 % Юрий Антюхов, предприниматель — 32,92 % Иван Галкин, член Совета Курского регионального отделения политической партии «Справедливая Россия» — 1,63 % Андрей Казанцев, член Политической партии «Партия возрождения России» — 1,26 % | Первые прямые выборы главы региона после 13-летнего перерыва       |
| 14 сентября 2014 года | Выборы губернатора Псковской области            | | явка — 37,90 % Андрей Турчак, временно исполняющий обязанности губернатора — 78,36 % Александр Рогов, депутат Псковского областного Собрания депутатов — 11,22 % Олег Брячак, депутат Псковского областного Собрания депутатов — 5,28 % Сергей Макарченко, депутат Псковского областного Собрания депутатов — 2,65 % Василий Бобалёв, депутат Псковского областного Собрания депутатов" — 1,26 % | Первые прямые выборы главы региона после 10-летнего перерыва       |
| 14 сентября 2014 года | Выборы губернатора Воронежской области          | | явка — 56,21 % Алексей Гордеев, временно исполняющий обязанности губернатора — 88,75 % Константин Ашифин, депутат Воронежской областной Думы от КПРФ — 7,69 % Игорь Филатов, руководитель Воронежского регионального отделения ЛДПР — 1,13 % Сергей Гончаров, генеральный директор НП СРО "Объединение проектировщиков «Развитие» — 0,92 % Михаил Чубирко, заместитель главного врача ФБУЗ «Центр гигиены и эпидемиологии в Воронежской области» — 0,72 %                                                                                      | Первые прямые выборы главы региона после 10-летнего перерыва       |
| 14 сентября 2014 года | Выборы губернатора Новосибирской области        | | явка — 29,83 % Владимир Городецкий, временно исполняющий обязанности губернатора — 64,97 % Дмитрий Савельев, депутат Госдумы от ЛДПР — 18,86 % Анатолий Кубанов, депутат Законодательного собрания Новосибирской области от партии «Справедливая Россия» — 13,53 % | Первые прямые выборы главы региона после 11-летнего перерыва       |
| 14 сентября 2014 года | Выборы губернатора Волгоградской области        | | явка — 38,72 % Андрей Бочаров, временно исполняющий обязанности губернатора — 88,49 % Олег Михеев, депутат Госдумы от партии «Справедливая Россия» — 4,45 % Дмитрий Литвинцев, депутат Госдумы от ЛДПР — 2,42 % Олег Булаев, депутат Волгоградской городской думы — 2,28 % | Первые прямые выборы главы региона после 10-летнего перерыва       |
| 14 сентября 2014 года | Выборы главы Республики Саха (Якутия)           | | явка — 55,39 % Егор Борисов, временно исполняющий обязанности главы — 58,79 % Эрнст Берёзкин, заместитель начальника ФКУ Управления дороги «Вилюй» — 29,49 % Виктор Губарев, депутат Государственного Собрания Республики Саха (Якутия) от КПРФ — 5,31 % Гаврил Парахин, депутат Государственного Собрания Республики Саха (Якутия) от ЛДПР — 3,19 % Владимир Максимов, неработающий пенсионер — 1,34 % | Первые прямые выборы главы региона после 12-летнего перерыва       |
| 14 сентября 2014 года | Выборы губернатора Мурманской области           | | явка — 31,02 % Марина Ковтун, временно исполняющая обязанности губернатора — 64,69 % Михаил Антропов, депутат Мурманской областной думы от КПРФ — 11,29 % Александр Макаревич, депутат Мурманской областной думы от партии «Справедливая Россия» — 10,77 % Максим Белов, заместитель директора ООО «Соларктик» — 5,50 % Игорь Морарь, президент Благотворительного фонда «Мурманск — город без наркотиков» — 5,49 % | Первые прямые выборы главы региона после 10-летнего перерыва       |
| 14 сентября 2014 года | Выборы главы Республики Калмыкия                | | явка — 61,43 % Алексей Орлов, временно исполняющий обязанности главы — 82,89 % Николай Нуров, депутат Народного Хурала Республики Калмыкия от КПРФ — 8,26 % Пётр Вышкварок, генеральный директор ООО «Термосервис Юг» — 3,14 % Хонгор Марилов, директор БУ РК «Калмыцкая телевизионная и радиовещательная компания» — 3,02 % | Первые прямые выборы главы региона после почти 12-летнего перерыва |
| 14 сентября 2014 года | Выборы губернатора Красноярского края           | | явка — 31,26 % Виктор Толоконский, временно исполняющий обязанности губернатора — 63,30 % Валерий Сергиенко, депутат Законодательного собрания Красноярского края — 14,01 % Иван Серебряков, депутат Красноярского городского Совета депутатов — 13,88 % Денис Побилат, депутат Законодательного собрания Красноярского края — 5,36 % Николай Трикман, депутат Законодательного собрания Красноярского края — 1,71 % | Первые прямые выборы главы региона после 12-летнего перерыва       |
| 14 сентября 2014 года | Выборы главы администрации Липецкой области     | | явка — 46,79 % Олег Королёв, временно исполняющий обязанности главы администрации — 81,33 % Максим Халимончук, депутат Липецкого областного совета депутатов — 7,46 % Иван Мягков, председатель Липецкой областной организации Профсоюза работников АПК РФ — 3,13 % Владимир Подгорный, исполнительный директор некоммерческого партнёрства «Газэнергострой» — 3,16 % Владимир Родионов, технический директор ООО «Щит» — 2,72 % | Первые прямые выборы главы региона после 12-летнего перерыва       |
| 14 сентября 2014 года | Выборы губернатора Курской области              | | явка — 38,97 % Александр Михайлов, временно исполняющий обязанности губернатора — 66,81 % Владимир Фирсов, заместитель генерального директора ОАО «Курские электрические сети» — 11,73 % Владимир Фёдоров, депутат Курской областной думы — 10,33 % Елена Теслева, вице-президент Курской торгово-промышленной палаты — 4,44 % Константин Комков, преподаватель Курского государственного университета — 4,42 % | Первые прямые выборы главы региона после 14-летнего перерыва       |
| 14 сентября 2014 года | Выборы губернатора Тюменской области            | | явка — 58,34 % Владимир Якушев, временно исполняющий обязанности губернатора — 86,56 % Михаил Селюков, депутат Тюменской областной думы от ЛДПР — 6,21 % Владимир Пискайкин, депутат Тюменской областной думы от партии «Справедливая Россия» — 5,36 % | Первые прямые выборы главы региона после 13-летнего перерыва       |
| 14 сентября 2014 года | Выборы губернатора Оренбургской области         | | явка — 44,12 % Юрий Берг, временно исполняющий обязанности губернатора — 80,28 % Александр Митин, агроном ООО «Волжские семена» — 7,37 % Татьяна Титова, советник генерального директора по связям с общественностью ООО «Газпром межрегионгаз Оренбург» — 4,50 % Абдрахман Сагритдинов, председатель Оренбургского регионального отделения Политической партии «Партия ветеранов России» — 3,45 % Галина Широкова, заведующая отделом патриотического воспитания молодежи Центра детского творчества Оренбурга — 2,64 %                       | Первые прямые выборы главы региона после 11-летнего перерыва       |
| 14 сентября 2014 года | Выборы губернатора Вологодской области          | | явка — 29,72 % Олег Кувшинников, временно исполняющий обязанности губернатора — 64,69 % Александр Морозов, депутат Законодательного собрания Вологодской области от КПРФ — 18,04 % Сергей Каргинов, депутат Госдумы от ЛДПР — 10,34 % Александр Тельтевской, депутат Законодательного собрания Вологодской области от партии «Справедливая Россия» — 6,31 % | Первые прямые выборы главы региона после 11-летнего перерыва       |
| 14 сентября 2014 года | Досрочные выборы президента Башкортостана       | | явка — 74,88 % Рустэм Хамитов, временно исполняющий обязанности президента — 81,71 % Юнир Кутлугужин, первый секретарь Башкирского рескома КПРФ — 10,13 % Иван Сухарев, депутат Госдумы от ЛДПР — 4,81 % Ильдар Бикбаев, руководитель аппарата Общественной палаты Республики Башкортостан — 2,62 % | Первые прямые выборы главы региона после 11-летнего перерыва       |
| 14 сентября 2014 года | Выборы губернатора Нижегородской области        | | явка — 54,49 % Валерий Шанцев, временно исполняющий обязанности губернатора — 86,93 % Александр Бочкарёв, депутат Городской Думы Нижнего Новгорода — 5,65 % Александр Курдюмов, депутат Госдумы от ЛДПР — 2,62 % Максим Сурайкин, председатель ЦК политической партии «Коммунистическая партия „Коммунисты России“» — 2,15 % Михаил Кузнецов, председатель Нижегородского регионального отделения партии «Патриоты России» — 0,96 % Рустам Досаев, председатель Нижегородского регионального отделения партии «Гражданская платформа» — 0,40 % | Первые прямые выборы главы региона после 13-летнего перерыва       |
| 14 сентября 2014 года | Выборы губернатора Приморского края             | | явка — 39,65 % Владимир Миклушевский, временно исполняющий обязанности губернатора — 77,43 % Владимир Гришуков, депутат Законодательного собрания Приморского края от КПРФ — 12,67 % Андрей Андрейченко, депутат Думы Владивостока от ЛДПР — 4,77 % Владимир Лебедев, пенсионер — 2,82 % | Первые прямые выборы главы региона после 13-летнего перерыва       |
| 14 сентября 2014 года | Выборы губернатора Самарской области            | | явка — 56,9 % Николай Меркушкин, временно исполняющий обязанности губернатора — 91,35 % Михаил Матвеев, депутат Самарской Губернской думы от КПРФ — 3,95 % Михаил Белоусов, депутат Самарской Губернской думы от ЛДПР — 1,69 % Михаил Маряхин, депутат Самарской Губернской думы от партии «Справедливая Россия» — 1,13 % Валерий Синцов, председатель Самарского регионального отделения партии «Патриоты России» — 0,55 % | Первые прямые выборы главы региона после 14-летнего перерыва       |
| 14 сентября 2014 года | Выборы губернатора Санкт-Петербурга             | | явка — 39,13 % Георгий Полтавченко, временно исполняющий обязанности губернатора — 79,3 % Ирина Иванова, депутат Заксобрания Санкт-Петербурга от КПРФ — 9,37 % Константин Сухенко, депутат Заксобрания Санкт-Петербурга от ЛДПР — 3,83 % Андрей Петров, президент ОАО «Доминанта-Энерджи» — 2,36 % Тахир Бикбаев, заместитель исполнительного директора Санкт-Петербургского отделения ОООМСП «Опора России» — 2,16 % | Первые прямые выборы главы региона после 11-летнего перерыва       |
| 14 сентября 2014 года | Выборы губернатора Алтайского края              | | явка — 34,38 % Александр Карлин, временно исполняющий обязанности губернатора — 72,97 % Сергей Юрченко, депутат Госдумы от КПРФ — 11,22 % Олег Боронин, глава Сибирского сельсовета Первомайского района Алтайского края — 7,54 % Андрей Щукин, депутат Алтайского краевого законодательного собрания от ЛДПР — 5,16 % Владимир Кириллов, заведующий лабораторией Института водных и экологических проблем Сибирского отделения РАН — 1,62 %                                                                                                   | Первые прямые выборы главы региона после 10-летнего перерыва       |
| 14 сентября 2014 года | Выборы губернатора Астраханской области         | | явка — 36,95 % Александр Жилкин, действующий губернатор — 75,28 % Олег Шеин, депутат Думы Астраханской области от партии «Справедливая Россия» — 16,22 % Олег Снегов, депутат Думы Астраханской области от партии КПРФ — 4,11 % Александр Старовойтов, депутат Госдумы от ЛДПР — 2,09 % Александр Тукаев, заместитель директора ГБУ АО «Центр стратегического анализа и управления проектами» при администрации Губернатора Астраханской области — 1,62 %                                                                                      | Первые прямые выборы главы региона после 10-летнего перерыва       |